# 레비차 라젬
레비차 라젬(폴란드어: Lewica Razem→더불어좌파당)은 2015년 5월에 창당된 폴란드의 좌익 정당이다. 2015년 총선에 도전한 8개 정당(내지 연합) 중 하나였다. 2019년 6월까지는 더불어당이라는 이름을 사용했으며, 더불어좌파당이라는 이름은 5월 유럽의회 선거 당시 더불어당, 노동조합당, 사회정의운동 연합의 이름이기도 했다.
2015년 대선 당시 좌파 후보 단일화 실패를 계기로 창당되었다.